# Moon Mineralogy Mapper
Moon Mineralogy Mapper byla jedním ze dvou přístrojů americké agentury NASA, kterými Američané přispěli k první indické misi na Měsíc Čandraján-1. Tato byla vypuštěna v říjnu roku 2008. Vedoucí projektu byl Carl Pieters z Brownovy univerzity a řízena byla z Jet Propulsion Laboratory. 

## Popis
Moon Mineralogy Mapper je zobrazovací spektrometr, který jako první poskytl prostorovou a spektrální mapu celého Měsíce s vysokým rozlišením. Tato mapa odhaluje minerály z nichž je Měsíc vytvořen. Tyto informace nám poskytují cenné důkazy o raném vývoji sluneční soustavy a mohou sloužit jako vodítko pro budoucí astronauty, kteří mohou zkoumat vzorky přímo na místě. 
Tato mise byla součástí programu Discovery, byla navržena NASA jako součást sondy jiné kosmické agentury. 
Čandraján-1 pracovala 312 dnů, namísto původně zamýšlených dvou let, přesto se jednalo o úspěch. Mise splnila 95 % stanovených cílů, včetně zmapování 95 % měsíčního povrchu přístrojem Moon Mineralogy Mapper. Čandraján-1 přestal vysílat rádiové signály na konci srpna 2009 těsně po oficiálním ukončení mise z důvodu technických problémů, včetně selhání hvězdné navigace a selhání termoregulace. 

## Vědecký tým
Vedoucím vědeckého týmu byl Carl Pieters z  Brownovy univerzity. Dále se na projektu podílela řada vědců z  United States Geological Survey, Jet Propulsion Laboratory, Havajské univerzity, Marylandské univerzity v College Parku nebo University of Tennessee. 

## Objev vody na Měsíci
Dne 24. září 2009 oznámil Science Magazine, že přístroj Moon Mineralogy Mapper objevil na Měsíci vodu. Dne 25. září oznámila Indická kosmická agentura, že přístroj Moon Impact Probe, další z přístrojů umístěných na sondě rovněž objevil těsně před dopadem na povrch vodu. K tomuto objevu došlo dokonce dříve než k objevu z amerického přístroje, ale objev nebyl zveřejněn dokud ho NASA nepotvrdila. 
Moon Mineralogy Mapper detekoval absorpční vlastnosti v blízkosti 2,8 až 3  mikrometrů na povrchu Měsíce. U silikátových těles to obvykle značí -OH nebo H2O nosné materiály. Na Měsíci byla pozorována široce distribuovaná absorpce, nejsilnější v chladnějších vyšších zeměpisných šířkách a v blízkosti několika relativně mladých kráterů. Obecný nedostatek korelace této funkce v datech z  Moon Mineralogy Mapper s daty z H  spektrometru naznačuje, že proces vzniku a udržení H2O a -OH na povrchu stále pokračuje. Procesy, které tyto látky produkují mohou plnit pasti v polárních oblastech a  způsobit, že se měsíční regolit stane kandidátským zdrojem těkavých látek pro zkoumání astronauty. 
Moon Mineralogy Mapper byl jedním z celkem 11 přístrojů na palubě sondy Čandraján-1, byl zaměřen na poskytnutí přesné mineralogické mapy celého povrchu Měsíce. 
Vědci zabývající se Měsícem celá desetiletí debatovali nad otázkou zda jsou na Měsíci větší zásoby vody. Po zveřejnění dat z přístroje Moon Mineralogy Mapper se velká část vědců domnívá, že tato debata je u konce. Zpráva NASA uvádí, že voda je na Měsíci na různých místech, nejen zamrzlá a uzamčená v minerálech, ale i  roztroušená po celém rozbitém povrchu Měsíce a zřejmě také v blocích ledu pod povrchem. Výsledky tohoto přístroje potvrzují i výsledky ze sondy Lunar Reconnaissance Orbiter.

## Objev hořčíkových spinelů
Moon Mineralogy Mapper našel dominantní horniny hořčíkatého spinelu u kterých se nepodařilo detekovat přítomnost pyroxenů nebo olivínů v současné době, tedy jejich zastoupení je nižší než 5 %. Tyto horniny se vyskytují podél západního vnitřního kruhu Moscoviense Basin (okolí Mare Moscoviense). Výskyt tohoto spinelu nelze snadno zahrnout do současného modelu evoluce lunárních hornin.